# Пелагије
Пелагије (354 – 420/440) је био аскетски монах и теолошки писац из 5. века који је учио да човек има моћ да чини добро и да ради на сопственом спасењу. Сматра се оснивачем пелагијанства.

## Живот
Пелагије је рођен око 354. године. Његово место рођења је непознато, али се сматра да потиче са Британских острва. У Италију је дошао почетком 5. века и проповедао је најпре у Риму. У Италији је водио строг монашки живот и био је пријатељ са св. Павлином, епископом ноланским. Изненађен распусним моралом, Пелагије је иступио са делима, у којима тврди да неодољиви грех не постоји. Учење Пелагија привукло је многе, измећу осталих и патриција Целестија.
Године 411. Пелагије и Целестије прелазе у северну Африку и Палестину. У Северној Африци Пелагије води теолошке расправе са светим Августином, по питању предодређења и слободе воље. Убрзо након тога је Пелагијево учење осуђено као јерес, а он сам је на Картагинском сабору 417. године изопштен из цркве. За извесно време успео да придобије наклоност римског папе Зосиме, али указом цара Хонорија 418. године његово учење поновно проглашено као јерес и потврђено његово искључење из цркве. Оставши на Истоку, Пелагије је ускоро умро. Његово учење имало је следбенике код неколико италијанских епископа, посебно Јулијана Екланског, који је иступао као ревносни тумач и заштитник Пелагијевог учења.
Главна Пелагијева дела су: Тумачење аПелагије Павла и Посланица Димитријади.

## Учење
Пелагије је сматрао да човек сопственим напорима може стећи морално савршенство. Порицао је да првобитни грех Адама и Еве затамљује потоње генерације. Првородни грех је Пелагије признао само као лош пример. Пелагије је учио да је човек по природи добар, да има слободну вољу, те властитим снагама може постићи спасење и блаженство. Сваки човек може бити безгрешан, ако хоће, јер Бог не захтева немогуће.
Његово учење о слободној вољи, названо пелагијанизам, је осуђено на Сабору у Картагини 417. године, на захтев светог Августина. Због ове осуде Пелагије и његове присталице пелагијанци били су протерани из Западног римског царства и нашли су уточиште на Истоку. Пелагионизам је заједно са несторијанством осуђен и на Трећем Васељенском сабору у Ефесу 431. Ублажено Пелагијево учење названо полупелагијанизам (семипелагијанизам) одржало се у Галији до VI. века и утицало је на модификацију црквеног учења о предестинацији. Учење о предестинацији, тј. о спасењу које не зависи од људске слободне воље него од божје милости, развио је свети Августин у расправи са Пелагијем, као консеквенцу свога учења о источном греху. Касније је у католичкој цркви ово учење одбачено, односно потиснуо га је римски семи-пелагијанизам.